# Gallina mallorquina

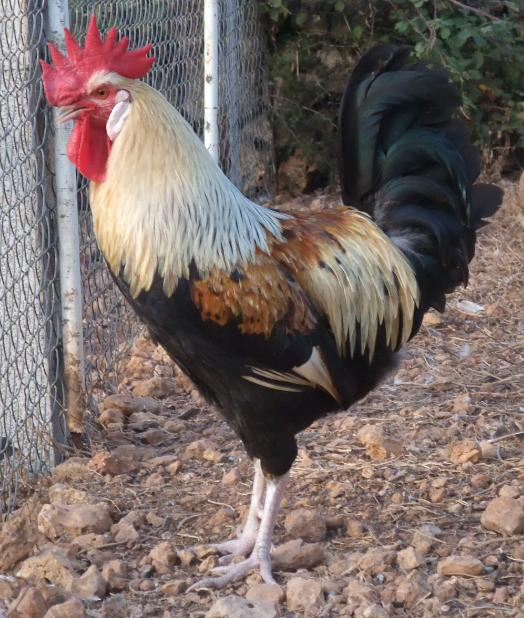

La gallina mallorquina és una gallina pròpia de l'illa de Mallorca, molt semblant a la resta de gallines dels Països Catalans. És l'aviram típic de la pagesia mallorquina amb una gran capacitat per sobreviure amb el que troba pels voltants del galliner. Les gallines es posen lloques amb facilitat i solen surar una part considerable de la llocada.
El seu comerç ha estat vinculat a l'economia casolana amb una aptitud mixta, ja que la seva grandària i posta són acceptables dins les races locals. Té tendència a covar i un bon comportament matern. El cens de la població va augmentant, malgrat es pugui afirmar encara que la raça està en perill d'extinció, degut als pocs nuclis de selecció en puresa existents, que treballen més en sentiment de col·leccionista, que d'autèntics productors casolans d'aviram. L'actuació de l'Associació d'Aviram de les Illes Balears ha estat decisiva a l'hora d'aconseguir la fixació del morfotipus i a les darreres mostres organitzades on s'han pogut veure exemplars d'aquesta raça, és evident el nivell de millora experimentat d'ençà que es va fixar l'estàndard d'aquesta varietat, el que fa preveure l'èxit en la selecció si segueixen aquest camí.

## Origen
És un ocell de tipus mediterrani, similar a altres poblacions que es troben voltant la conca mediterrània espanyola, amb les diferències pròpies que dona la insularitat. Races molt semblants a la mallorquina les trobem al llevant de la península Ibèrica, com la penedesenca, la murciana, l'alacantina... Els diferents autors consultats afirmen que és molt difícil determinar l'inici de la seva presència a Mallorca, però sí que està comprovat per les troballes arqueològiques, que ja hi era present a l'època talaiòtica, quan encara aquest tipus d'ocell no era conegut a la zona occidental de la península Ibèrica.

## Morfologia
És un tipus d'ocell valent, elegant, rústic i de creixement lent. Amb cresta senzilla i sense doblegar en les gallines. Les orelletes són blanques i el plomatge, d'uns colors vistosos, és cenyit. La varietat més difosa és la rossa o de color de palla, també anomenada color de blat. La producció mitjana d'ous, malgrat que varia amb les condicions d'explotació, se situa sobre les cent unitats per any. El seu pes és de 55 grams, com a mínim, i la closca és de color crema.

### Morfologia del gall
CapModeradament allargat i ample.
CaraLlisa i roja.
CrestaSenzilla, llisa, moderadament gran, dreta, arquejada i ben assentada sobre el cap. Dentada amb cinc o sis puntes planes i mitjanament curtes, més petites la primera i la darrera. El lòbul no ha de ser dentat i ha de seguir la línia del cap sense tocar-lo.
OrellesModeradament grans, blanques, ben juntes al cap per la part de dalt i un poc desferrades a la part baixa.
BarbonsMitjanament grans, penjants i de color vermell.
UllsGrans, amb l'iris de color mel.
BecAllargat, mitjanament corbat, color banya i amb la mandíbula superior un poc més fosca que la inferior.
CollDe longitud mitjana, regularment arquejat i amb abundant esclavina fins al dors.
TroncDe longitud mitjana, ample i inclinat cap enrere.
DorsAmple i inclinat cap enrere; amb abundants cairells.
PitAmple, allargat i prominent.
AbdomenPoc desenvolupat.
CoaDesenvolupada en forma de falç amb dues plomes més llargues, inserida en un angle comprès entre 45° i 90° per damunt de l'horitzontal; a la naixor hi ha abundància de plomes de color negre, amb reflexos metàl·lics verdosos, més brillants.
Extremitats
AlesGrans, plegades, un poc inclinades i cenyides al tronc. Poden sobresortir les puntes.
CuixesDe longitud mitjana, vigorosos, visibles i amb el plomatge cenyit.
CamesDe longitud moderada, llisos, ben separats i lliures de plomes, amb quatre dits forts i oberts. De color blanc rosat més pàl·lid en la varietat rossa i lleugerament enfosquits en la varietat aperdivada i negra.
- El diàmetre de l'anella del gall és de 20 mm.

### Morfologia de la gallina
- Es pareix al gall, tenint en compte les diferències sexuals. La cresta es manté dreta i és petita, amb la part posterior separada del cap o lleugerament caiguda en les gallines velles o que coven. Les orelletes petites i els barbons curts i ben separats. La coa és més aviat petita.
- El diàmetre de l'anella de la gallina és de 18 mm.

## Varietats de color

### Color blat, palla o rossa

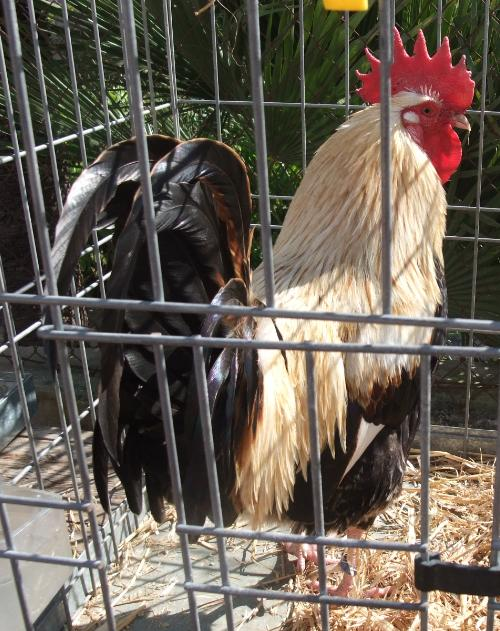
Gall mallorquí ros

PolletEl plomissol és blanc groguenc, a vegades amb una taca fosca menuda sobre el cap i en la part anterior dorsal.
GallEl cap és de color palla. L'esclavina és de color palla amb una taca negra en forma lanceolada enmig d'algunes plomes (les més properes al dors). La part posterior del coll és negre. El pit i les cuixes han de ser preferentment negres amb reflexos metàl·lics verdosos, però es tolera la presència d'algunes plomes de color palla. Les petites cobertores de les ales són de color palla tendint a vermell brillant. Després de la muda del primer any l'esclavina i les petites cobertores de les ales tendeixen a un color palla uniforme, però és preferible que l'animal mostri aquesta uniformitat durant el primer any. Les grans cobertores són negres amb reflexos metàl·lics verdosos. Les remeres primàries són de color negra mat i les secundàries són negra en les barbes internes i crema molt clar en les externes, el qual és el del mirall de l'ala quan està tancada. El dors és com els cairells, de color palla brillant amb una taca negra de forma lanceolada en la part central de les plomes. La coa és negra amb reflexos metàl·lics verdosos, més brillants les falciformes i les cobertes. El subplomó és gris clar, quasi blanc en la inserció de la coa.
GallinaEl cap i el coll són marró clar. El dors és crema salmó. El pit és crema salmó molt clar, quasi blanc. Les cobertores de les ales són del color del dors. Les remeres primàries són negra mat esquitxat de crema salmó i les secundàries són negres esquitxades de crema les barbes internes i crema salmó, com en el dors, les barbes externes. La coa té una combinació de negra mat amb coloració crema salmó com el dors. El subplomó és blanc en les zones ventrals i crema salmó en les dorsals.

### Aperdivada

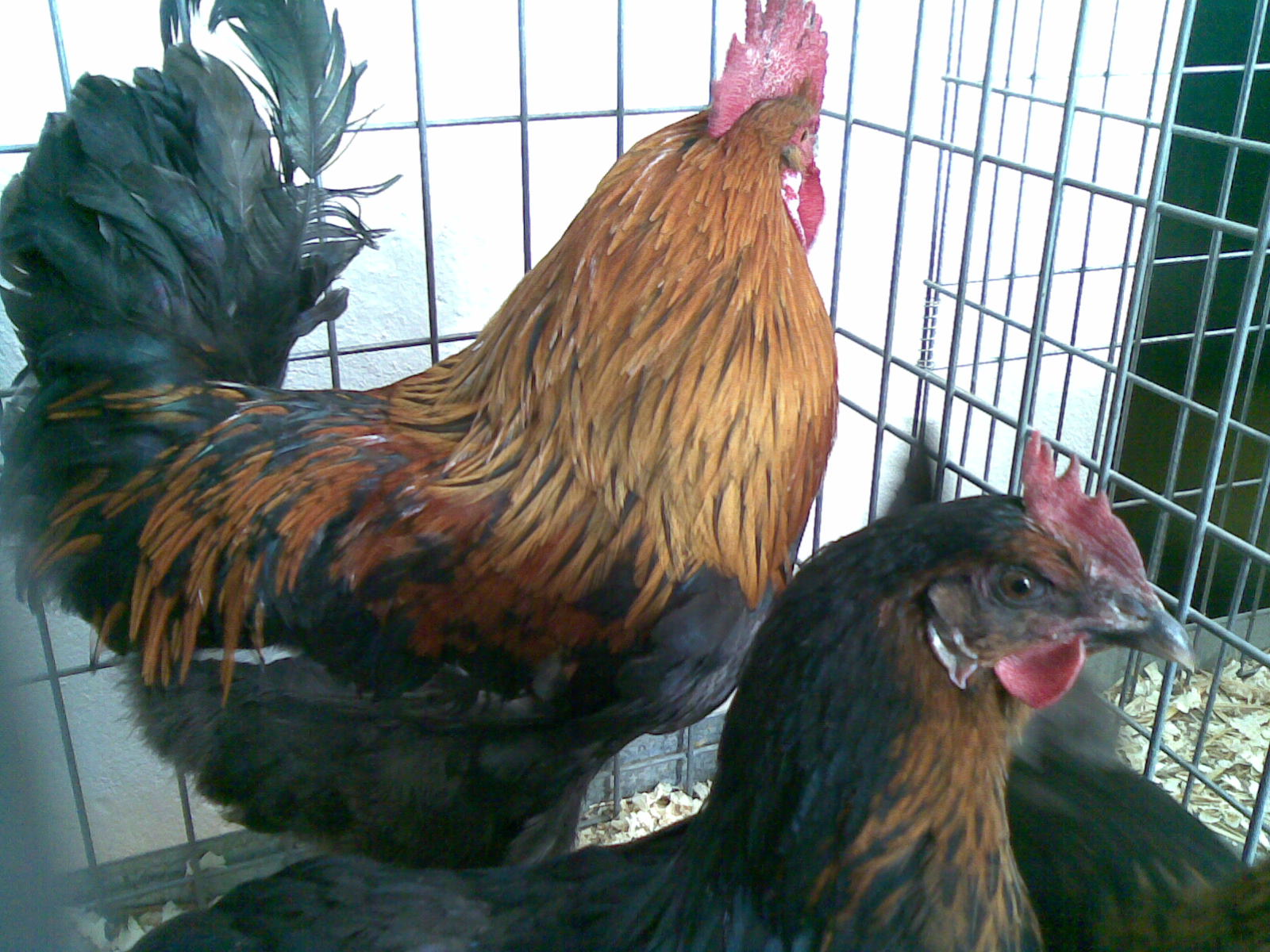
Gall i gallina aperdivats

PolletEl plomissol és marró i amb freqüència s'observen dues franges dorsolaterals més clares.
GallEl cap és bru vermellós. L'esclavina és de color bru rogenc brillant amb una taca negra de forma lanceolada enmig d'algunes plomes (les més properes al dors). La part posterior del coll, el pit i les cuixes han de ser preferentment negres amb reflexos metàl·lics verdosos, encara que es tolera la presència d'alguna ploma vermella. Les petites cobertores de les ales són de color bru vermellós brillant i les grans són de color negra amb reflexos verds. Les remeres primàries són negra mat, i les secundàries tenen les barbes internes negres i marrons les externes, color del mirall de l'ala quan està tancada. El dors és bru vermellós brillant i els cairells tenen una taca negra en forma lanceolada enmig de les plomes. La coa és negra amb reflexos metàl·lics verdosos, més brillant en les falçs i les cobertes. El subplomó és gris clar, quasi blanc en la inserció de la coa.
GallinaEl cap és marró daurat amb algunes puntes negres. El coll és daurat, amb una taca en forma de punta de llança de costats negres i centre groc en la part central de les plomes. El negre no sobrepassa el rivet daurat. El dors i el pit són marró daurat amb negre dispers en cada ploma, unes vegades amb un puntejat generalitzat i altres amb tendència -la preferent- a ordenar-se més o menys formant un mallat múltiple (cada ploma amb una doble sanefa negra formada per ratlles circumcèntriques). Les cobertores de les ales són del mateix color i dibuix del dors, les remeres primàries són negra mat i les secundàries són negra mat amb marró en les barbes internes i marró daurat esquitxat de negre les barbes externes. Les cobertores de la coa són marró daurat amb ratllat negre i les timoneres tenen la part inferior del raquis negre mat esquitxat de marró daurat i la part superior negra mat. El subplomó és gris.

### Negre amb el mantell del gall platejat (Abedul, Birchen)

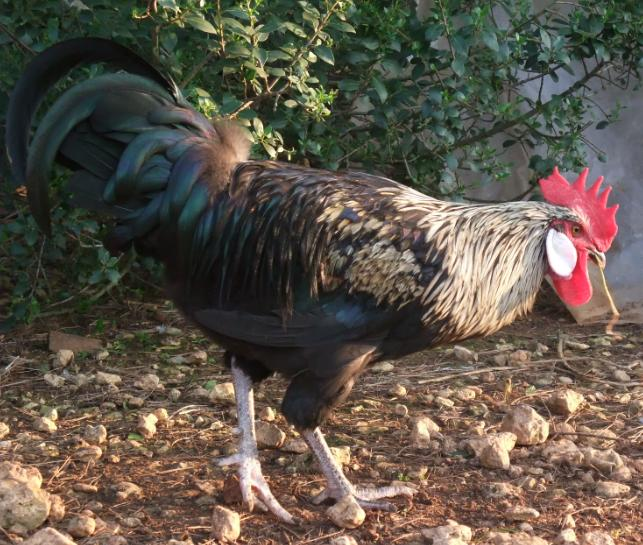
Gall negre platejat

PolletEl plomissol és negre amb blanc en el ventre, les puntes de les ales i la cara.
GallEl cap, el coll i l'esclavina són platejats amb flamejat negre. Les espatlles, el dors i les petites cobertores alars són de color blanc platejat. La resta del plomatge, inclòs el mirall de l'ala, és negre amb reflexos metàl·lics.
GallinaEl cap i el coll són blanc platejat amb flamejat negre.
La resta del plomatge és negre, apareixent en certa freqüència un lleuger rivetejat platejat des de la gola fins a la zona del gavatx.

### Negre favat amb el mantell del gall platejat

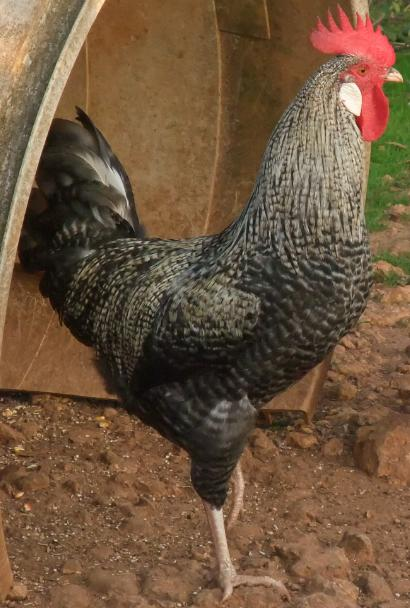
Pollastre favat

PolletEl plomissol és negre amb blanc en el ventre, les puntes de les ales i la cara. Les femelles també tenen una taca de color blanc grisenc damunt del cap. En els mascles aquest color s'estén per tot el dors. Així, el pollets mascles resulten més clars que els pollets femelles.
Gall i gallinaJuntament amb el color de la negra amb el mantell platejat apareixen franges de gris molt clar, quasi blanc. La gallina resulta amb un conjunt de franges negre intens que alterna amb altres més clares, resultant quasi imperceptible l'argentat del coll. Les franges negres del gall queden més clares i, per tant, el favat està format per franges gris intens combinant amb franges gris molt clar. Tot això, juntament amb l'argentat de la capa, li dona al gall un color general molt més clar que a la gallina.

### Altres colors
Vermella El gall té el pit negre, l'esclavina de color taronja vermellós, les cobertores vermell fort i la coa és negra amb reflexos metàl·lics verdosos.

## Defectes greus
Vermell en les orelles en més d'un terç de la seva superfície; presència de clavell o apèndixs a la cresta; tarsos de color diferent del blanc rosat o emplomats; falta de 300 grams o més sobre els pesos indicats.

## Imatges gallina mallorquina

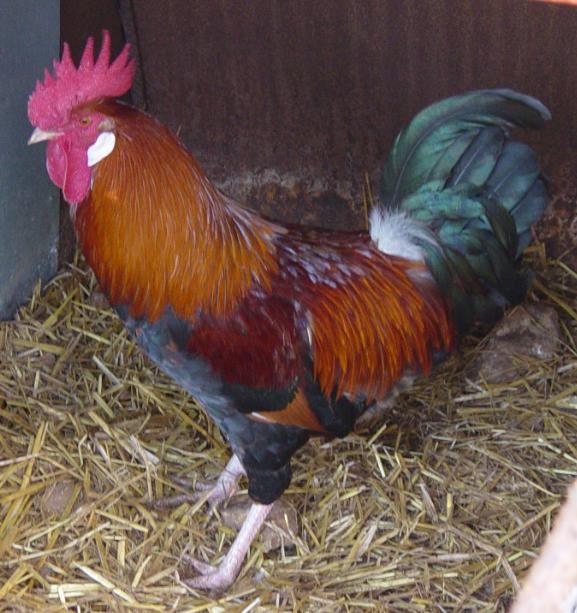
Gall mallorquí vermell
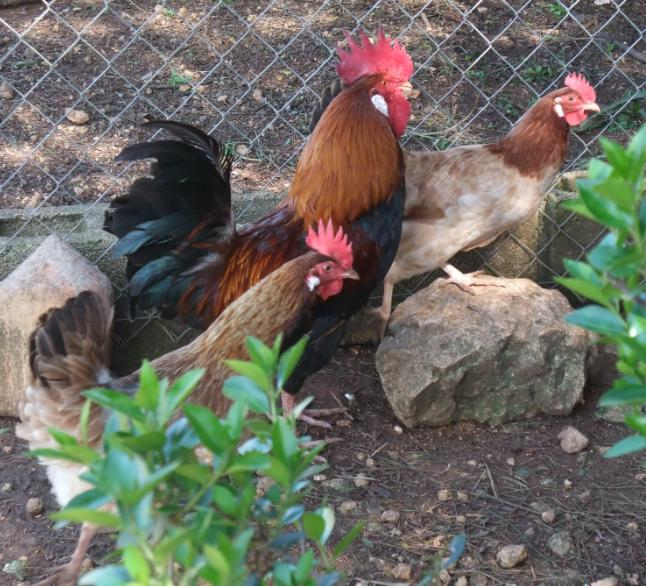
Grup gallines vermelles
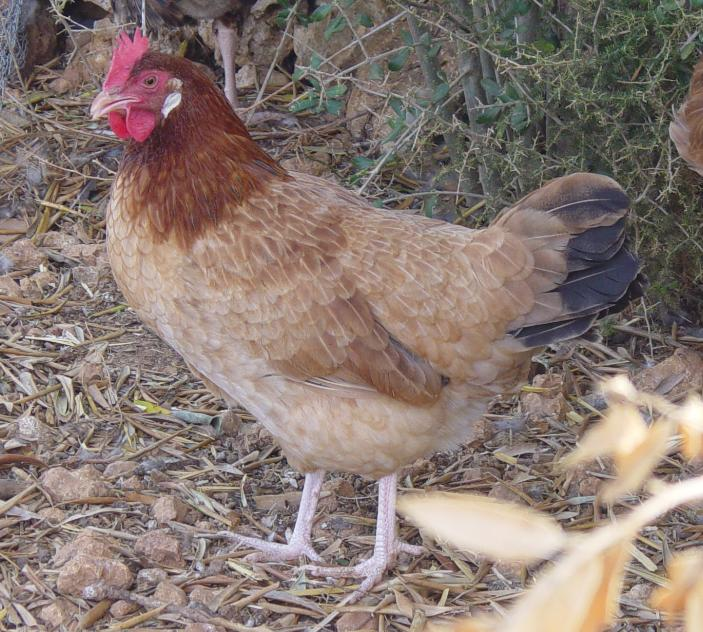
Gallina varietat vermella
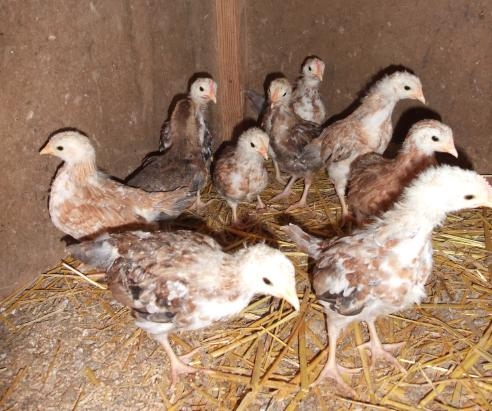
Grup de polls mallorquins
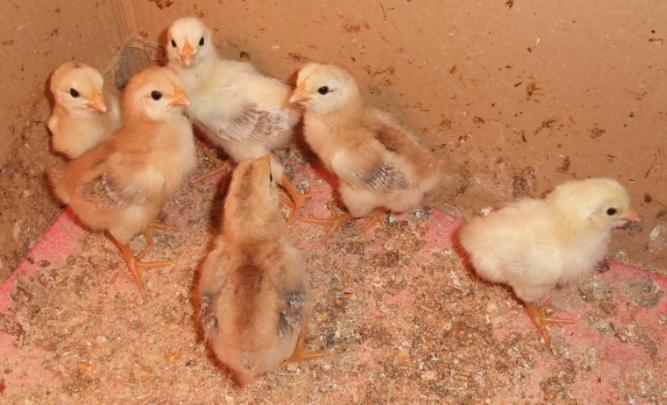
Pollets de dos dies
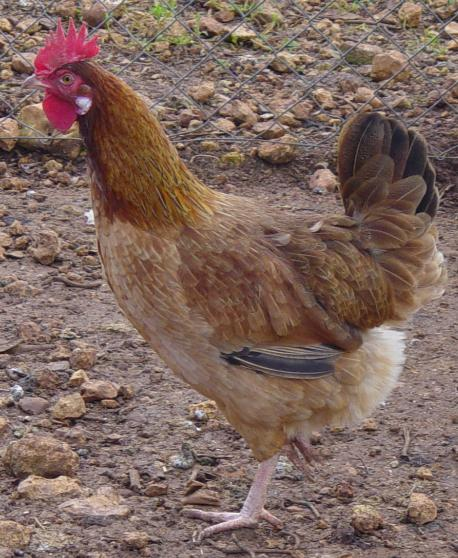
Gallina vermella
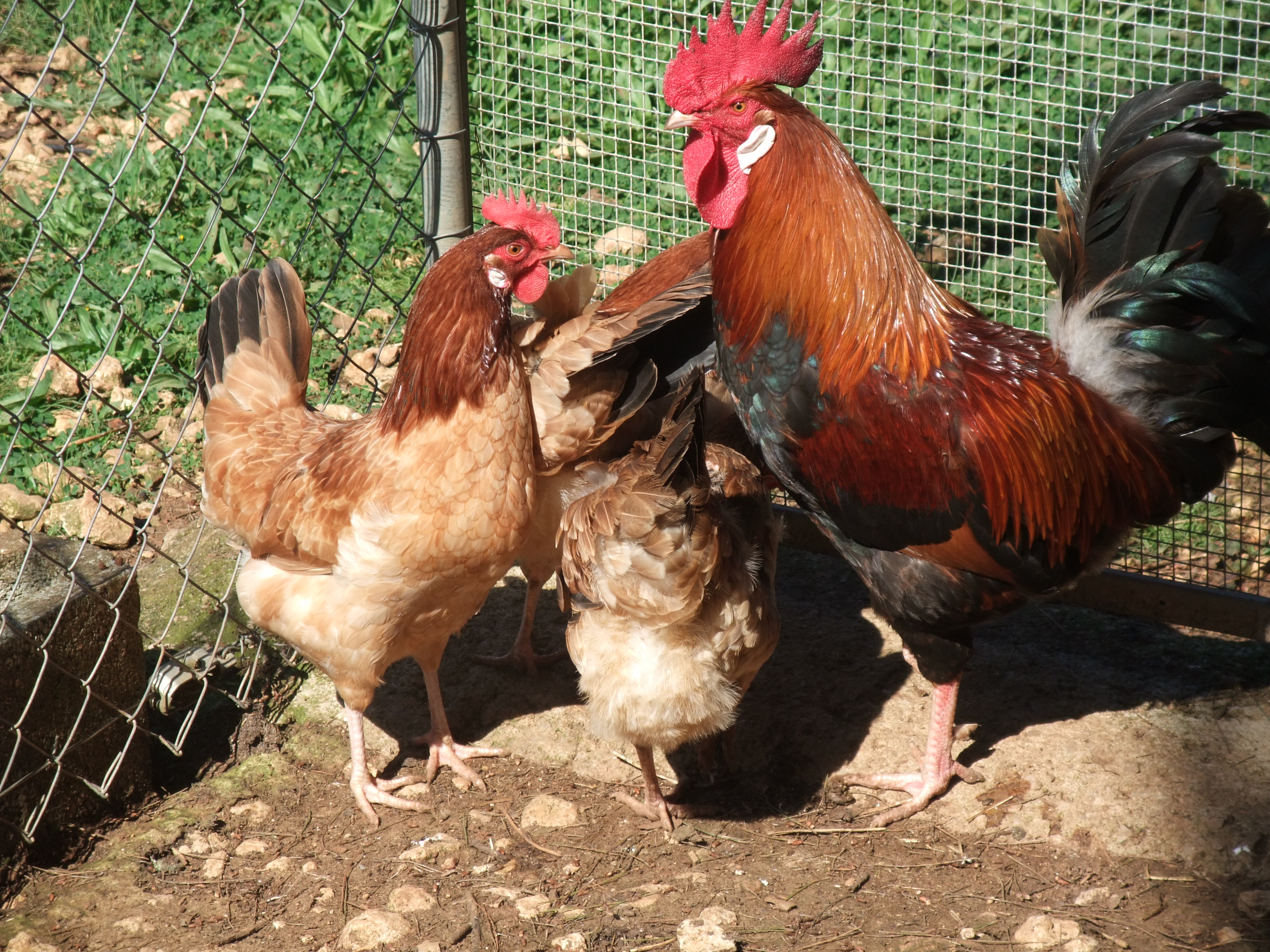
Gallines vermelles
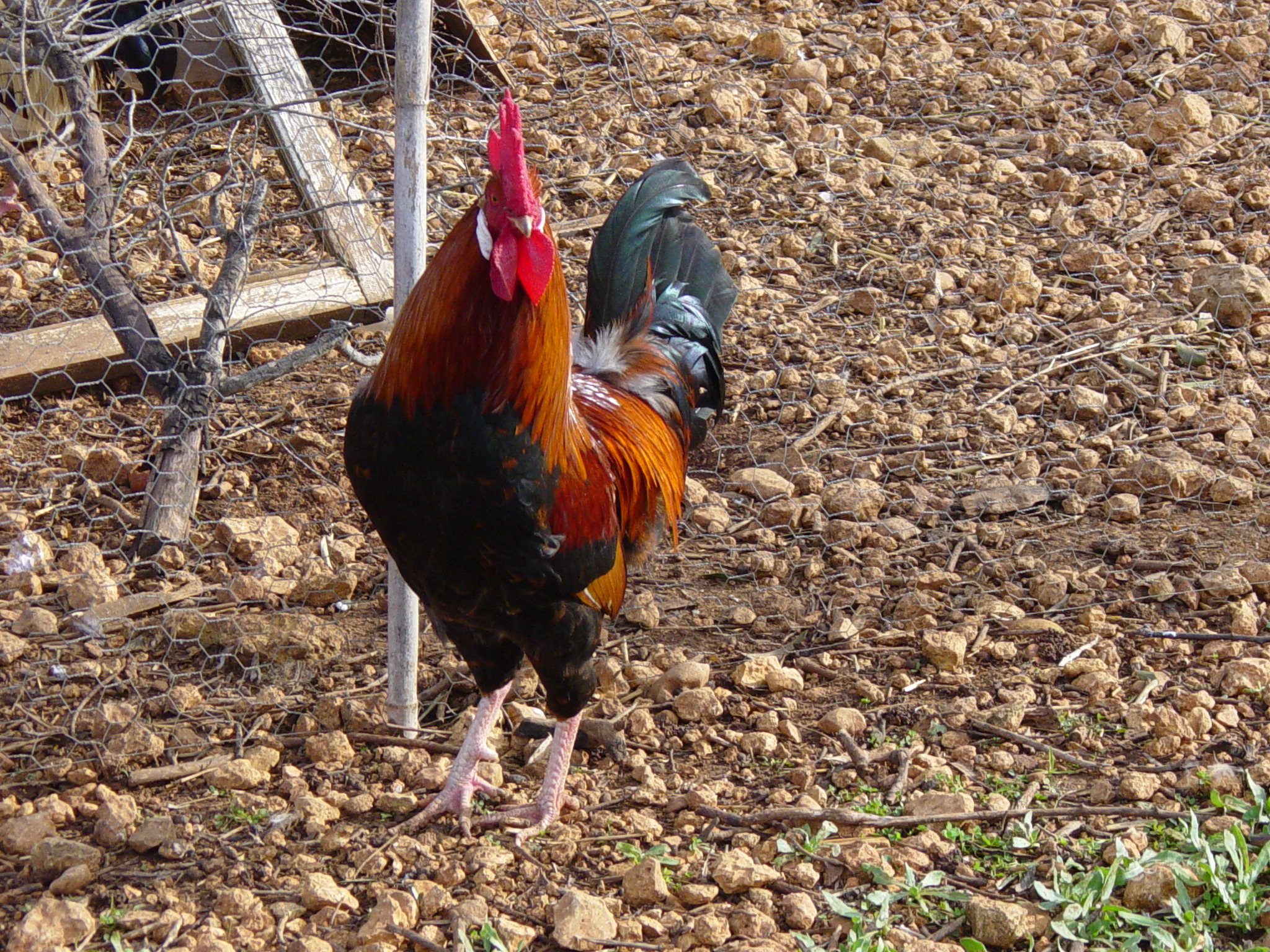
Frontal del gall
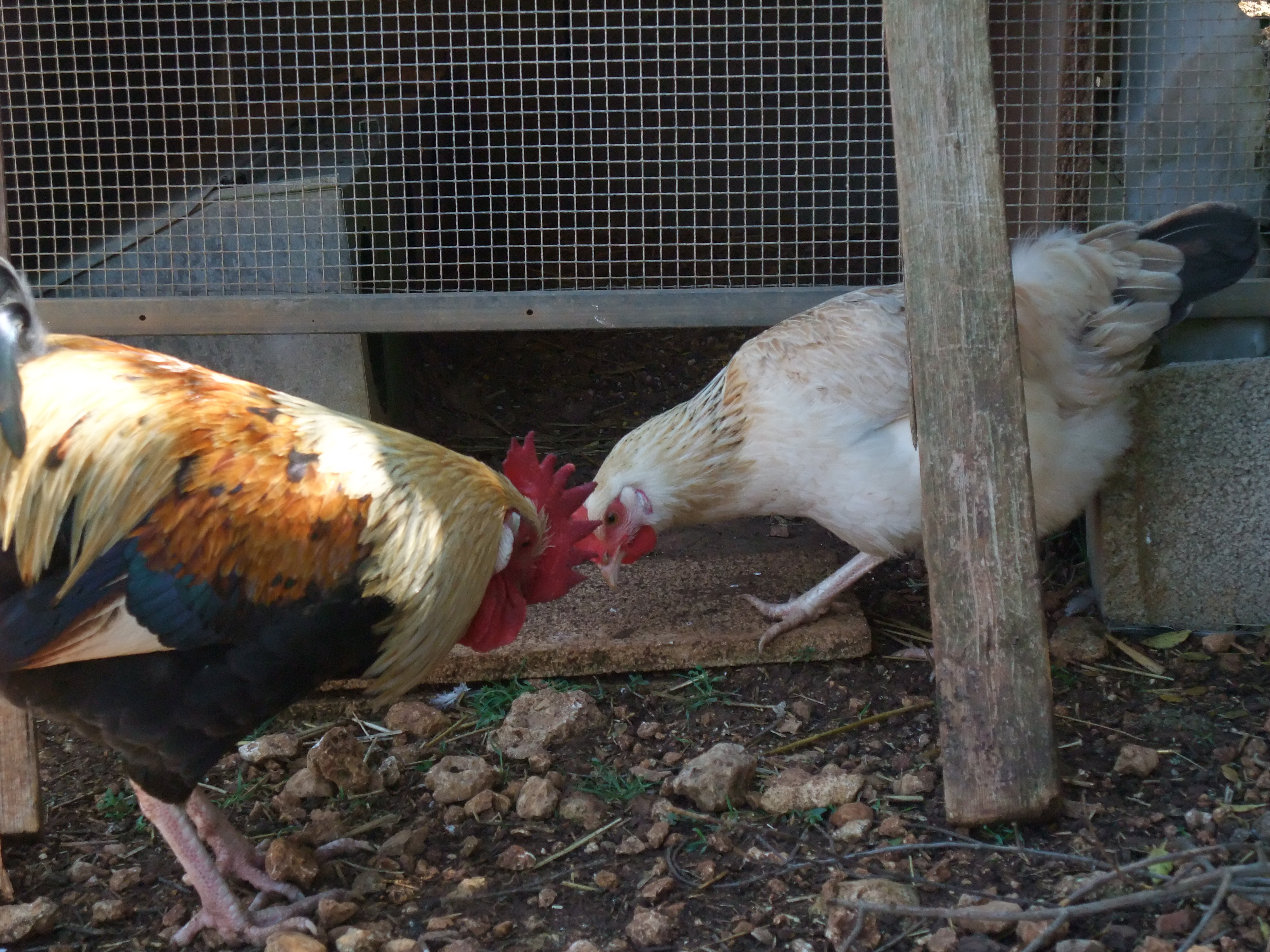
Colla gallines rosses
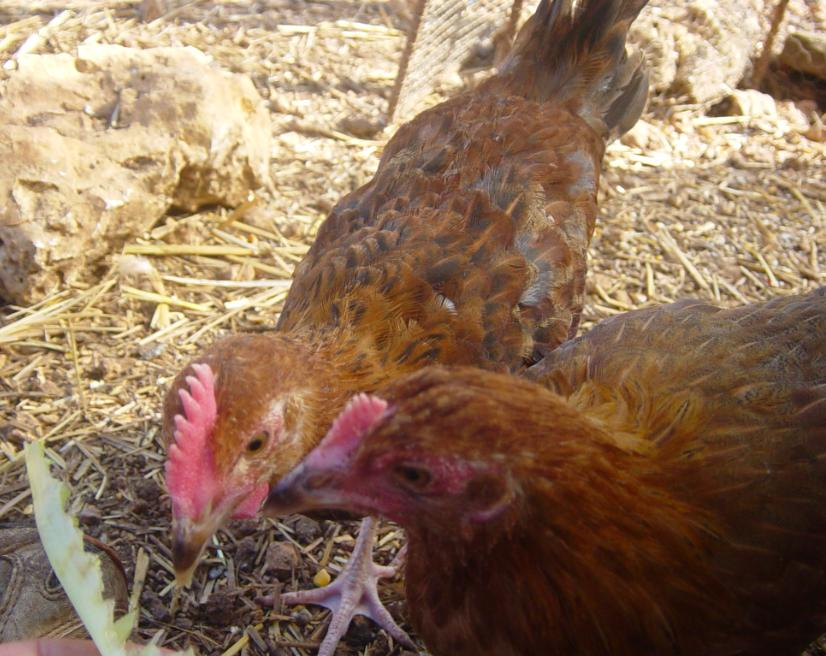
Parella de polls
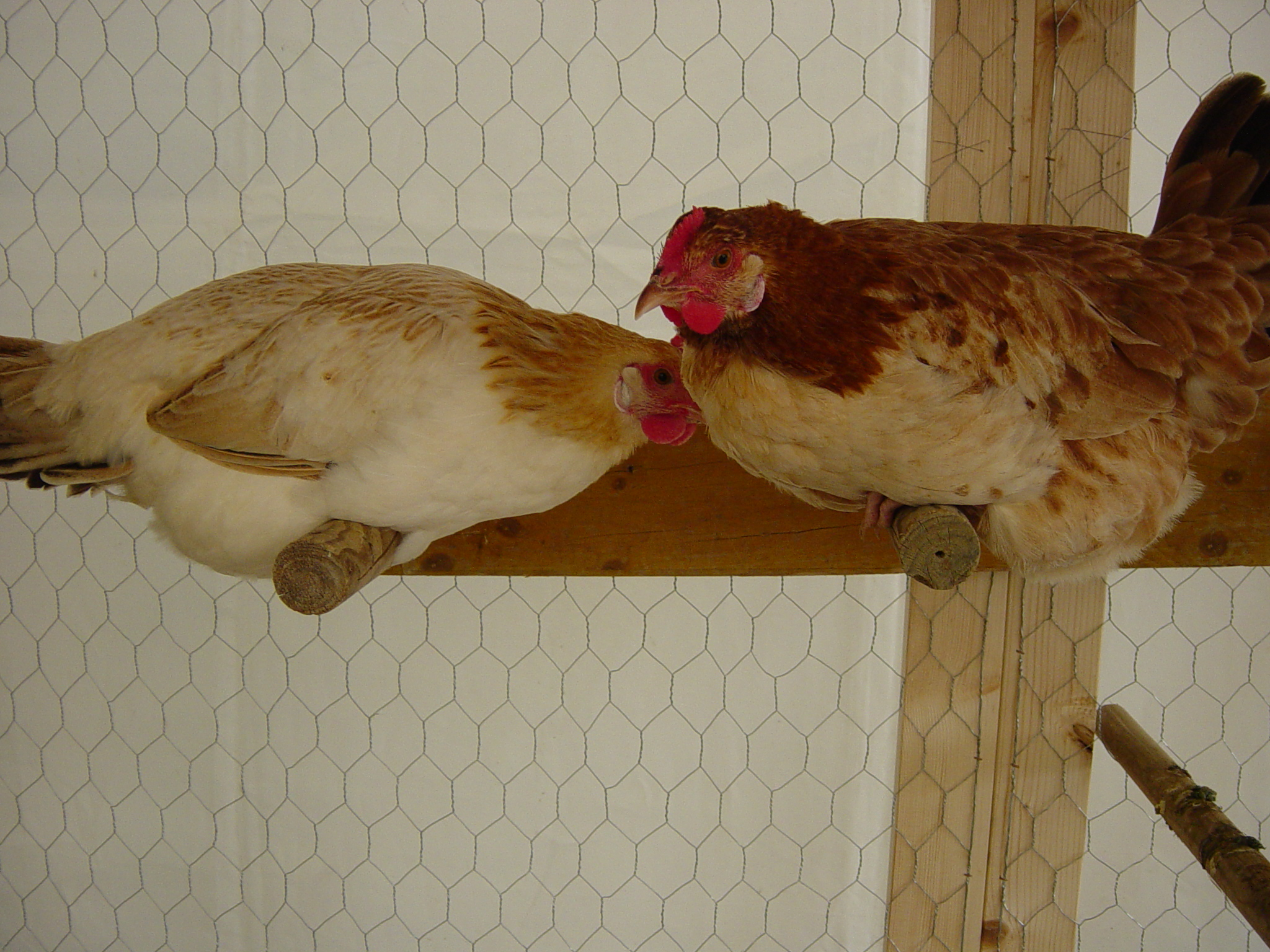
Gallines rosses
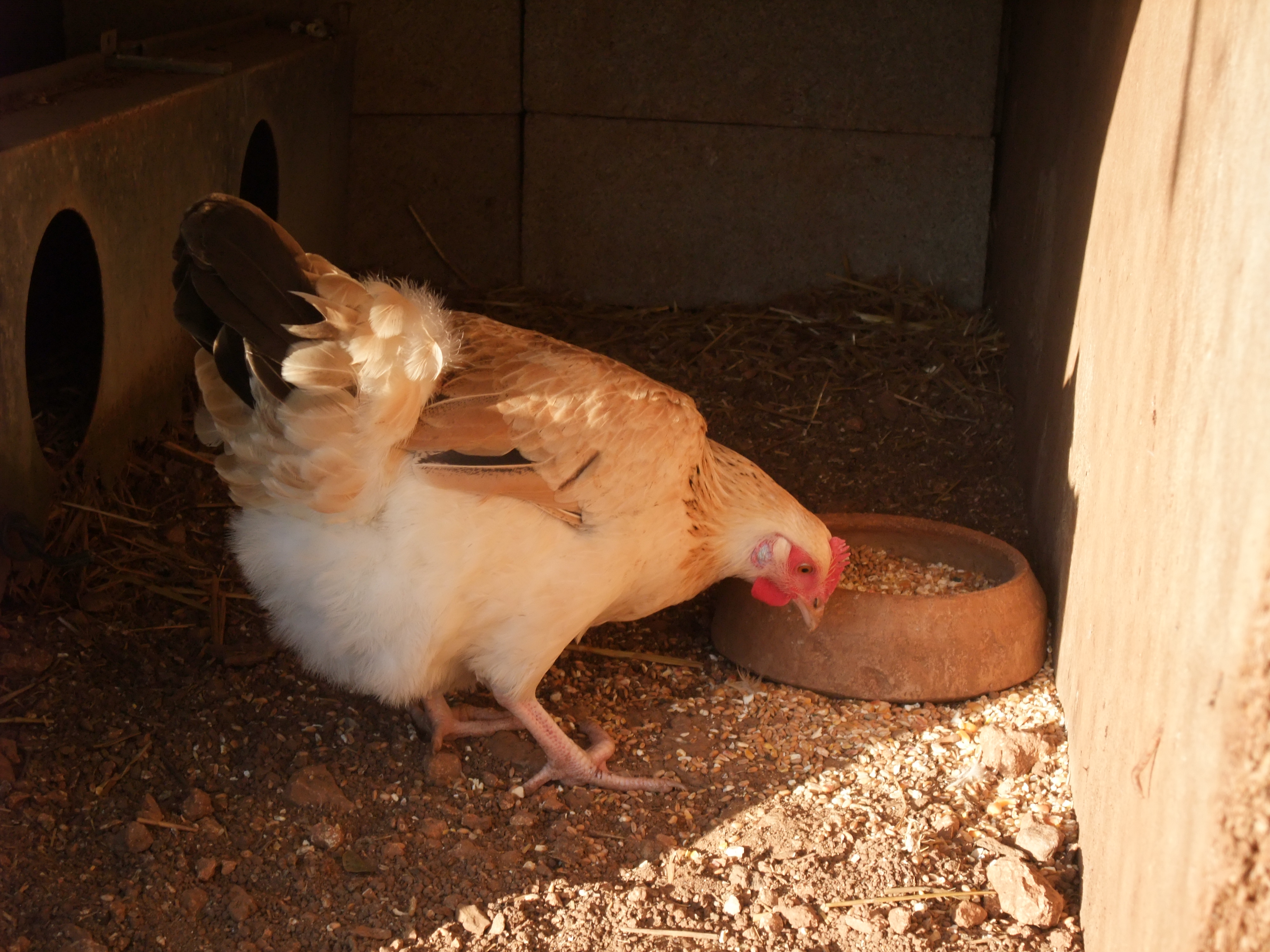
Gallina rossa
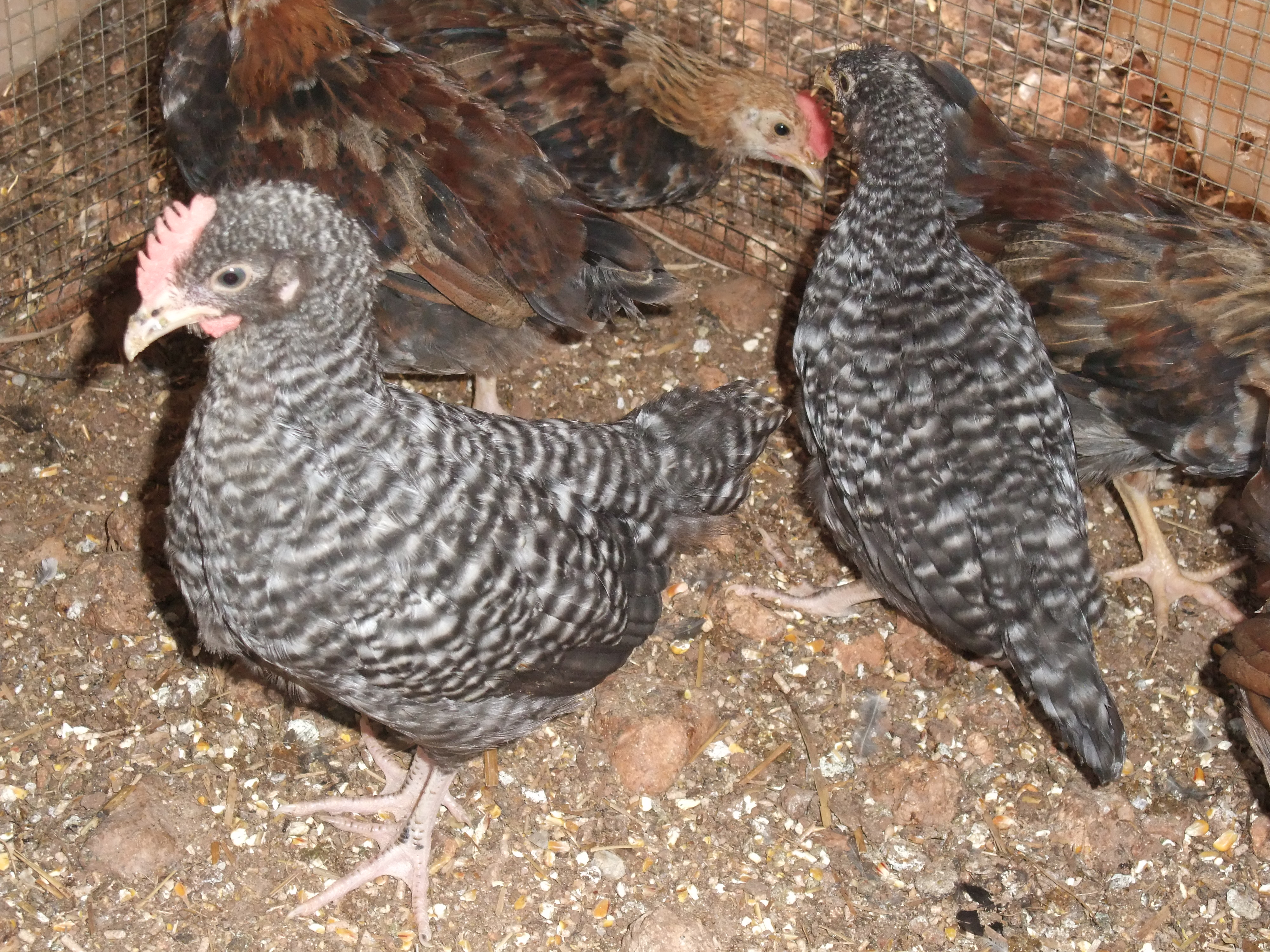
Polls favats
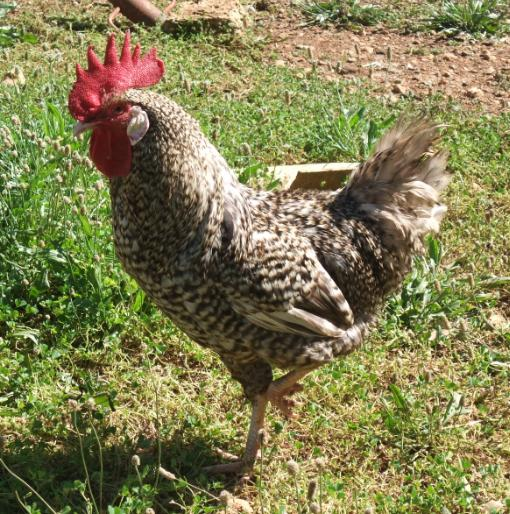
Gall favat